# Rudolf Drengot
Rudolf Drengot a fost membru al familiei normande de aventurieri Drengot, sosind în sudul Italiei împreună cu frații săi, Gilbert, Asclettin, Osmond și Rainulf.
Frații din familia Drengot a ajuns în Italia în 1017, pentru a-l sprijini pe Melus din Bari în răscoala acestuia împotriva catapanului bizantin. Potrivit unora dintre surse, ei s-au oprit pe drum la Roma, iar Rudolf ar fi avut o audiență la papa Benedict al VIII-lea. Oricum ar fi fost, este cert că ei l-au sprijinit pe Melus până la înfrângerea de la Cannae în fața generalului bizantin Vasile Boioannes.
După aceea, Melus a plecat în nord, la Bamberg, pentru a se întâlni cu împăratul Henric al II-lea, iar Rudolf l-a însoțit. Este sigur că Rudolf a avut astfel ocazia de a se întâlni cu papa. El s-a întors în sud odată cu expediția imperială, ulterior morții lui Melus, și s-a instalat la Comino, sub comanda unuia dintre nepoții lui Melus, conte în acea regiune. În continuare, Rudolf s-ar fi aflat la comanda unui grup de normanzi aflați pe drumul de întoarcere către Normandia.